# Espagnac
Espagnac – miejscowość i gmina we Francji, w regionie Nowa Akwitania, w departamencie Corrèze.
Według danych na rok 1990 gminę zamieszkiwało 338 osób, a gęstość zaludnienia wynosiła 14 osób/km² (wśród 747 gmin Limousin Espagnac plasuje się na 335. miejscu pod względem liczby ludności, natomiast pod względem powierzchni na miejscu 262.).